# Cephalophus ogilbyi
O duiker-de-ogilby o cabrito-de-ogilby  (Cephalophus ogilbyi) é um pequeno antílope encontrado no sudeste da Nigéria, sul dos Camarões, Bioko e sul do Gabão.
Duas subespécies são descritas:
- Cephalophus crusalbum Grubb, 1978
- Cephalophus ogilbyi ogilbyi (Waterhouse, 1838)